# Triplice
Pour les articles homonymes, voir Triple alliance.
 (février 2025).

Carte de l'Europe à la veille du conflit de 1914 montrant la mécanique des alliances militaires mettant face à face Triplice et Triple-Entente, transformant ainsi l'Europe en poudrière.

La Triplice (de l'italien triplice « triple »), également appelée Triple-Alliance (ou Triple Alliance), est le nom donné à une entente conclue entre l'Empire allemand, la double monarchie austro-hongroise et le royaume d'Italie de 1882 à 1915.
Ces alliés, en particulier lors de la Grande Guerre, s'opposent à ceux de la Triple-Entente (République française, Royaume-Uni et Empire russe).

## Les prémices

### De l'Entente des trois empereurs à la Duplice (1871-1879)
En 1871, l'Entente des trois empereurs (premier système bismarckien) fut une alliance informelle conclue entre l’Allemagne, l’Autriche-Hongrie et la Russie. Pour Bismarck, l'objectif premier de cette alliance était d'isoler diplomatiquement une France animée d'un désir de revanche dû à la perte de l'Alsace-Lorraine lors de la Guerre de 1870. Néanmoins, elle finit par disparaître à la suite du désaveu russe lors de la crise franco-allemande de 1875 et les luttes d'influence entre Vienne et Saint-Pétersbourg dans les Balkans, consécutives à l'affaiblissement de l'Empire ottoman (Question d'Orient).
En 1878, lors du Congrès de Berlin, le chancelier allemand se posa en médiateur dans la fixation des sphères d'influence au bénéfice de l'Autriche-Hongrie et la Russie dans les Balkans, alors toujours nominalement sous souveraineté ottomane. Par cette occasion, la Principauté, puis, à partir de 1882, royaume de Serbie devint diplomatiquement et commercialement dépendant de l'Autriche-Hongrie tandis que la Principauté de Bulgarie, bien que vassale de l'Empire ottoman, devait aligner sa politique sur celle de la Russie. Dans le même temps, le Chancelier se déclara en faveur d'une action française en Tunisie dans le but d'inciter la France à se détourner de l'Alsace-Lorraine pour réorienter son énergie sur le plan colonial.
Non content de se positionner en arbitre de l'Europe, Bismarck œuvra également à se rapprocher de l'Autriche-Hongrie en vue de constituer une solide alliance qui servirait de base à un second système bismarckien. Ainsi, en 1879, l'Allemagne et l'Autriche-Hongrie conclurent un traité garantissant une assistance militaire mutuelle en cas d'une agression de la Russie ainsi qu'une neutralité réciproque en cas d'une agression d'un autre pays européen (sous-entendu la France, avec laquelle l'Autriche-Hongrie dut alors rompre toute relation diplomatique amicale). La Duplice était née.

### De la Duplice à la Triplice (1879-1882)
Ce traité fut très avantageux pour les deux partenaires : l'Allemagne vit sa position centrale au centre du continent européen se consolider tandis que l'Autriche-Hongrie bénéficia également du soutien allemand pour augmenter son poids dans le bras de fer qu'elle joue avec la Russie dans les Balkans. Dès lors, assurés du soutien austro-hongrois et de la neutralité russe (Traité des trois empereurs, 1881-1884), les Allemands n'étaient plus menacés par une France alors impliquée dans la conquête française de la Tunisie et n'eurent plus à craindre la menace d'une guerre sur plusieurs fronts.
En 1881, les Français imposèrent donc leur protectorat sur la Tunisie, au grand dam de l'Italie qui avait également des visées sur ce territoire. Dès lors, selon le dilemme de sécurité, se sentant menacée par l'Empire colonial français en pleine expansion, cet événement incita alors Rome à demander son intégration dans l'alliance germano-autrichienne, et ce malgré les différends qui l'opposaient à l'Autriche-Hongrie pour des raisons territoriales. La Triplice ou Triple Alliance fut conclue le 20 mai 1882.

## La Triplice face à la menace française (1882-1890)

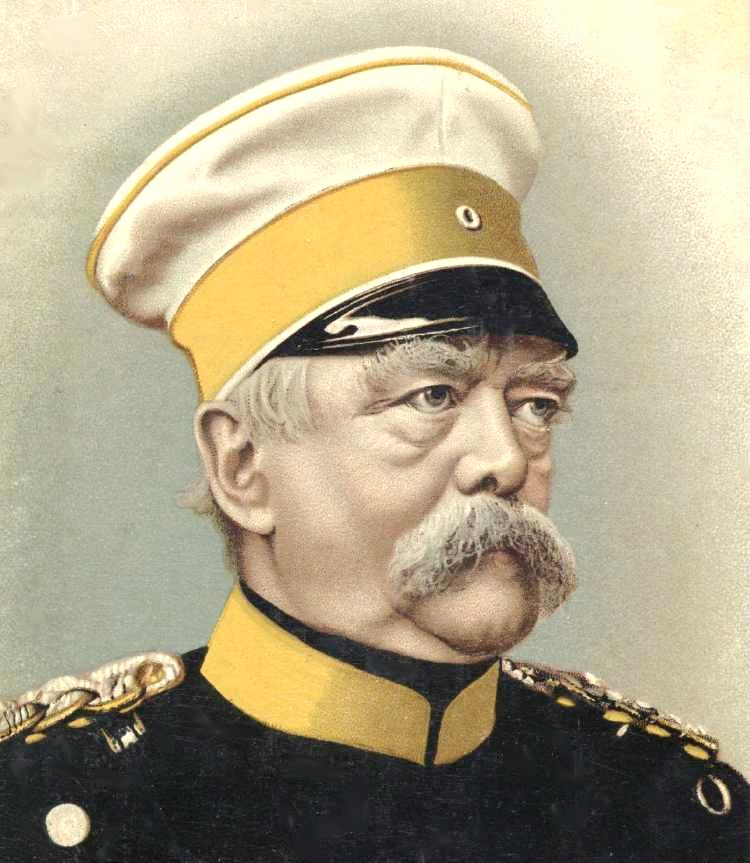
Otto von Bismarck.

### L'association de la Roumanie (1883)
Contrevenant aux volontés de la population roumaine désireuse de récupérer la Transylvanie austro-hongroise (peuplée d'une importante minorité roumaine), le roi de Roumanie Carol I° associa secrètement son pays par un traité signé le 30 octobre 1883. Issu de la Maison de Hohenzollern-Sigmaringen, le roi Carol Ier souhaitait rester proche de ses origines germaniques tout en œuvrant à la modernisation de son pays.

### Les luttes de factions en Bulgarie (1885-1887)
Très rapidement, la Triplice fut confrontée aux retours des luttes d'influence entre l'Autriche-Hongrie et la Russie dans les Balkans au travers des rivalités entre les factions proautrichienne et les prorusse en Bulgarie. Ainsi, le prince Alexandre de Battenberg tenta-t-il d'unifier la Bulgarie en annexant la Roumélie orientale en 1885, entraînant l'agression serbe face au refus bulgare d'évacuer ce territoire ou d'accorder une compensation territoriale.
Cependant, victorieux, le prince de Battenberg affichait ouvertement sa volonté de se dégager de la tutelle russe en se rapprochant de la faction proautrichienne. Ainsi, les Russes orchestrèrent-ils en sous-main un coup d'État le 20 août 1886. L'année suivante, Ferdinand de Saxe-Cobourg et Gotha devint le nouveau prince de la Bulgarie. Lors de cet épisode, respectant les engagements pris lors du Congrès de Berlin de 1878 (Bulgarie sous influence russe), la Triplice (y compris l'Autriche-Hongrie) n'avait pas réagi. Néanmoins, il s'avèrera rapidement que le nouveau prince bulgare n'était rien d'autre qu'un opportuniste jouant la carte des partisans de la Russie et de l'Autriche-Hongrie pour accroître son propre pouvoir.

### La Triplice, noyau dur du second système bismarckien (1887-1890)
En 1885, au début de la Guerre d'Abyssinie (ou Première Guerre italo-éthiopienne, 1885-1896), la prise par les Italiens de Massaoua, en Érythrée, avec l'assentiment du Royaume-Uni, avait contrarié les puissances continentales, notamment la France. Aussi, en réaction, les Italiens décidèrent-ils d'inciter les Allemands à réactiver leur alliance.
Ainsi, pour commencer, Bismarck proposa-t-il sa médiation dans la conclusion du traité instaurant l'Entente de la Méditerranée (1887-1896), regroupant le Royaume-Uni et l'Italie, rapidement rejoints par l'Autriche-Hongrie. Si le traité reconnaissait le statu quo en mer Méditerranée, dans les faits, l'un des objectifs principaux du traité était d'endiguer l'expansion de l'Empire russe dans les Balkans et sa volonté de contrôler les Détroits turcs (assurant ainsi l'existence de l'Empire ottoman), tout en garantissant les intérêts italiens face à la France. Bismarck de son côté profita de ce traité pour rapprocher le Royaume-Uni de la Triplice, sans pour autant y faire participer l'Empire allemand.
Parallèlement, en 1887, il proposa également deux pactes bilatéraux dans le cadre de la Triplice afin de renforcer certaines dispositions de l'Entente de la Méditerranée.
- Le premier pacte entre l'Italie et l'Autriche-Hongrie prévoyait que si le maintien du statu quo dans les Balkans, ou sur les côtes et îles ottomanes de la mer Égée et de la mer Adriatique, devenait impossible, et qu'alors l'Autriche-Hongrie et l'Italie étaient obligées d'intervenir par une occupation, celle-ci ne devait avoir lieu qu'après accord entre les deux puissances. Cet accord prévoyait des compensations territoriales pour les deux parties, en plus du statu quo. Ainsi, au cas où l'Autriche-Hongrie obtenait des territoires dans les Balkans, l'Italie en obtiendrait dans les Alpes.
- Le second pacte entre l'Italie et l'Allemagne assurait l'Italie du soutien de l'Allemagne au cas où elle serait attaquée par la France à cause de différends coloniaux en Afrique du Nord.

Parallèlement, le 18 juin 1887, en remplacement du Traité des trois empereurs (1881-1884) mais en complète opposition avec les objectifs affichés par l'Entente de la Méditerranée, l'Allemagne et la Russie signèrent secrètement le Traité de réassurance (1887-1890), toujours dans le but de maintenir l'isolement diplomatique de la France. Par ce traité, la Russie garantissait sa neutralité en cas d'agression française contre l'Allemagne tandis que celle-ci garantissait sa neutralité en cas d'agression austro-hongroise et en cas d'intervention russe dans les Détroits turcs.

## La Triplice après Bismarck (1890-1896)

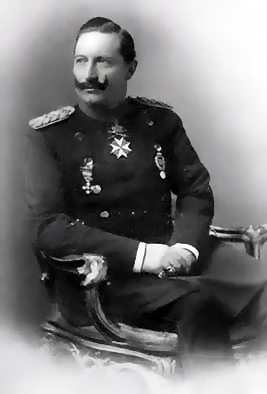
Le Kaiser Guillaume II.

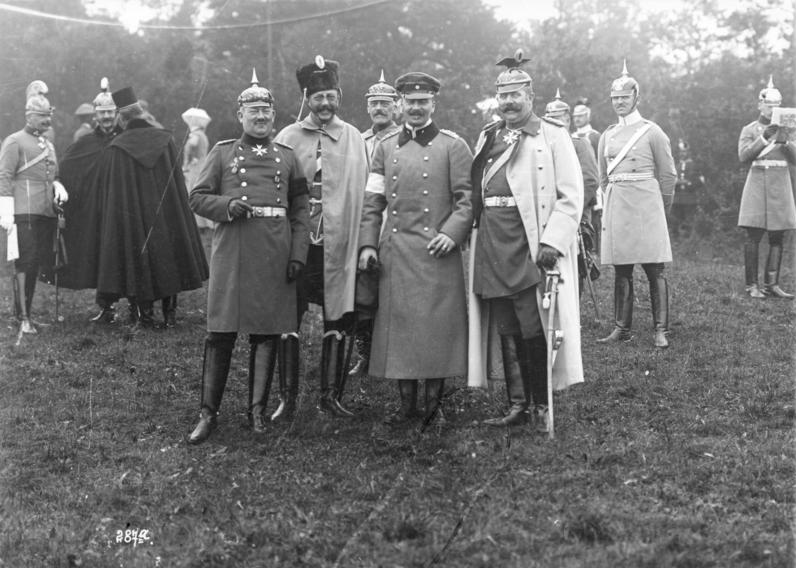
Les archiducs austro-hongrois François-Salvator (à g.) et François-Ferdinand (à dr.) assistant aux grandes manœuvres de l'armée allemande en Allemagne du sud en 1909.

### Le rapprochement franco-russe
En Allemagne, l'année 1888 fut celle dite « des trois empereurs ». Guillaume Ier mourut, suivi quelques mois plus tard par Frédéric III. Guillaume II monta alors sur le trône. Le chancelier Bismarck démissionna de ses fonctions en 1890, et le comte von Caprivi fut nommé à sa place.
Le départ de Bismarck vit le remplacement de sa Realpolitik, centrée sur l'intérêt national et la gestion diplomatique de la paix, par la Weltpolitik de Guillaume II, plus agressive sur les questions coloniales et navales ainsi que la course aux armements. Dès lors, le second système bismarckien s'effondra rapidement, à commencer par, en 1890, la non-reconduction du Traité de réassurance entre l'Allemagne et la Russie, qui entama alors un rapprochement avec la France.

### L'ombre d'un rapprochement franco-italien

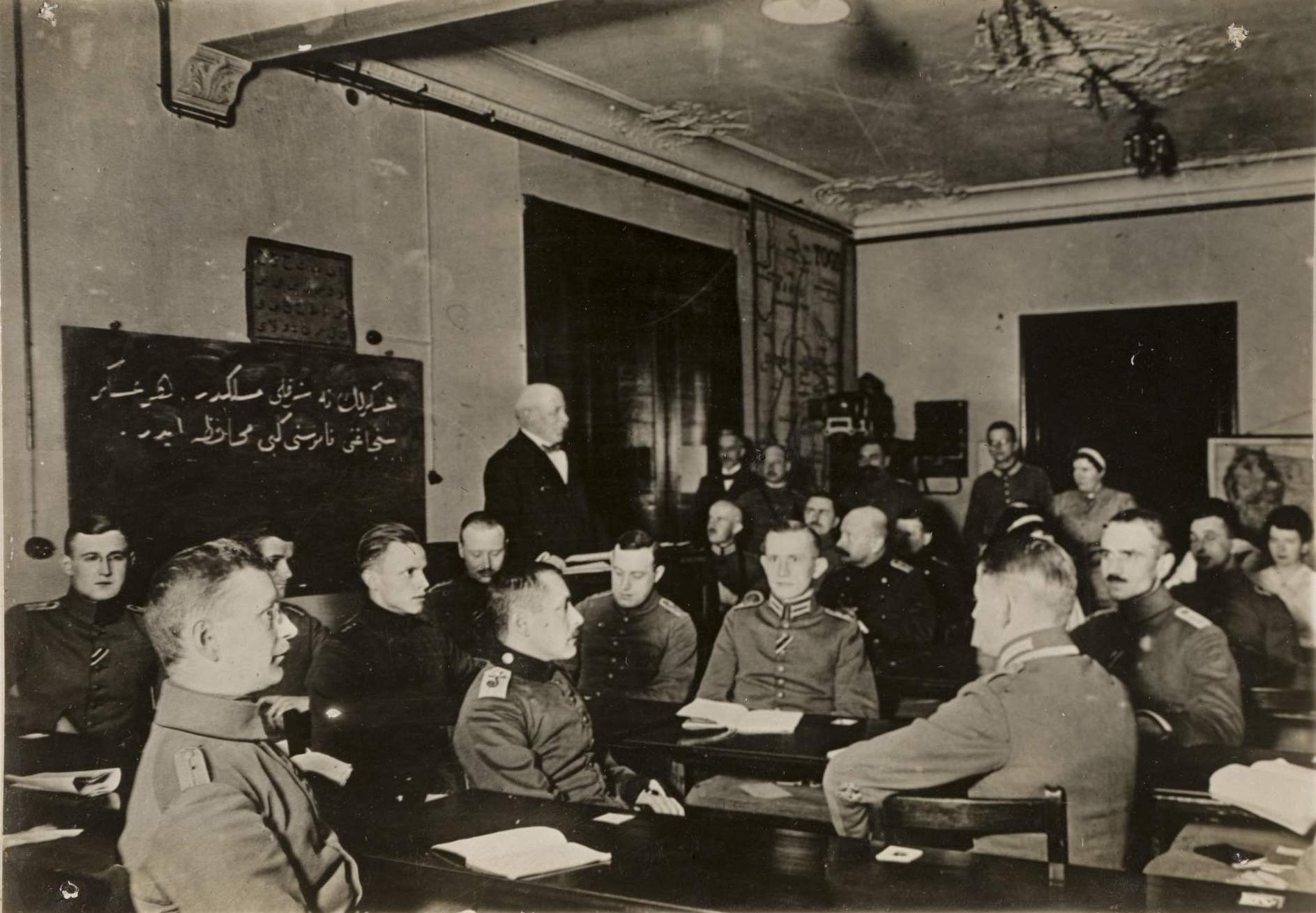
Officiers allemands à Berlin apprenant le turc en 1914.

En Italie, le comte Crispi, adversaire résolu de la France, était président du Conseil et partisan d'un appui à la flotte autrichienne, au cas où la France étendrait ses colonies en Afrique du Nord. Cependant, l'Autriche était réticente, car elle considérait aussi d'un mauvais œil l'expansionnisme italien, notamment en Libye, appartenant à l'Empire ottoman. Cela aurait donné un prétexte à l'Empire russe pour intervenir encore dans les Balkans.
En janvier 1891, le gouvernement Crispi tomba, laissant la place au gouvernement du marquis di Rudini, mieux disposé à l'égard de la France. Le comte Crispi avait cependant eu le temps d'adjoindre les deux pactes de 1887 au texte initial de l'Alliance :
- Le pacte italo-autrichien sur les Balkans devint le fameux article 7 du traité de la Triplice.
- Le pacte germano-italien sur l'Afrique du Nord devint, lui, l'article 10 du traité.

Ce dernier article avait entraîné beaucoup de réticences parmi les Allemands. En effet, ils étaient contraints de déclarer la guerre à la France pour porter secours à l'Italie dans son expansion nord-africaine. Mais, face au risque d'un rapprochement franco-italien, Caprivi céda. Ainsi, la nouvelle version du traité de la Triplice fut-elle entérinée le 6 mai 1891 à Berlin, garantissant le maintien du statu quo en Cyrénaïque, en Tripolitaine et en Tunisie. De plus, un article supplémentaire d'assistance économique entre les trois puissances fut ajouté, ainsi que la perspective d'y associer plus tard le Royaume-Uni.
En tentant d'éviter un rapprochement franco-italien et n'ayant plus l'habilité diplomatique de Bismarck à disposition, l'Allemagne renforça les rapprochements franco-russes successifs, qui donnèrent plus tard corps à une alliance franco-russe en 1892. L'apparition de cette alliance concrétisa les craintes de Bismarck et de Caprivi : la possibilité d'une guerre sur deux fronts.

## La Marche à la Guerre (1896-1914)

### La relation italo-britannique, point faible de la Triplice
La Triple Alliance fut renouvelée en 1896, sans modification.
Néanmoins, dans le cadre de la Weltpolitik, Guillaume II avait indisposé les Britanniques en appuyant les Boers (envoi d'un télégramme à Paul Kruger en 1896). Or l'apparition des fortes tensions germano-britanniques ravivèrent les craintes des Italiens. En effet, à leurs yeux, le Royaume-Uni est un pays ami car il est concurrent de la France en Afrique, notamment. Ainsi, le gouvernement Rudini exclut toute attaque contre le Royaume-Uni, malgré la victoire éthiopienne à Adoua (1896), marquant l'échec italien dans la colonisation de l'Abyssinie et la fin de la Première guerre italo-éthiopienne.

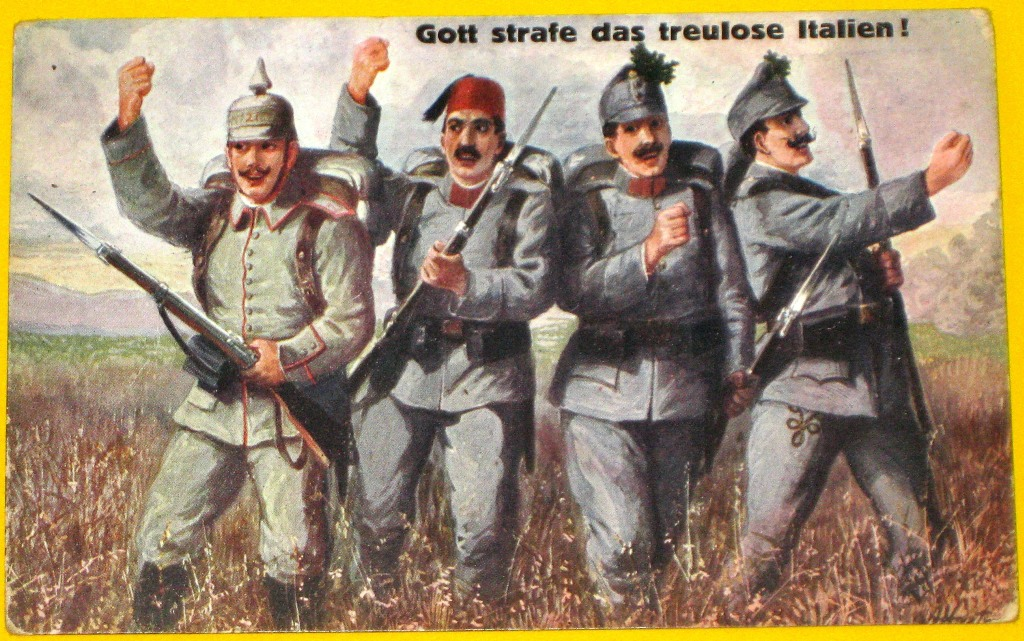
« Que Dieu punisse l'Italie félone ! » Carte postale des Empires centraux (Allemagne, Empire ottoman et Autriche-Hongrie) après l'entrée en guerre de l'Italie dans le camp de l'Entente, 1915.

### Le rapprochement diplomatique des Britanniques avec l'alliance franco-russe
De la conclusion de l'alliance franco-russe (1892) au déclenchement de la Première Guerre mondiale (1914), l'Allemagne ayant renoncé à la Realpolitik au profit de la Weltpolitik, la Triplice tenta vainement d'isoler diplomatiquement la France, et d'entraver son expansion coloniale (incident de Fachoda en 1898 et « coup d'Agadir » en 1911).
Au fur et à mesure que les crises internationales se succédèrent, le Royaume-Uni entama un rapprochement diplomatique avec la France (Entente cordiale de 1904) et la Russie (Convention anglo-russe de 1907) en vue de régler nombre de litiges les opposant.
Néanmoins, il fallut attendre les guerres balkaniques (1912-1913) pour voir une réelle cohésion entre les alliés franco-russes et le partenaire britannique (Triple-Entente). Et il faudra encore attendre la violation de la neutralité belge par les Allemands dans les premiers jours de la Grande Guerre pour que le Royaume-Uni intègre les Alliés aux côtés de la France et de la Russie.

### La situation explosive dans les Balkans
Parallèlement au rapprochement des Britanniques avec l'alliance franco-russe, la Russie, elle, finit par remporter la lutte d'influence l'opposant à l'Autriche-Hongrie dans les Balkans, à la suite du coup d'Etat pro-russe en Serbie en 1903. Dès lors que le gouvernement serbe fut dégagé de la tutelle de Vienne et passera sous l'influence russe et du panslavisme, plus rien ne pourra dès lors contenir le nationalisme serbe dans les Balkans.
Ainsi, en réaction, l'Autriche-Hongrie annexa, à l'occasion de la Révolution des Jeunes-Turcs (1908), les territoires ottomans sous administration austro-hongroise en Bosnie-Herzégovine (Condominium de Bosnie-Herzégovine). Profitant de l'occasion, la Bulgarie, elle, annexa formellement la Roumélie occidentale.
Peu après, en 1912, profitant de l'affaiblissement ottoman, les monarchies slavo-balkaniques (Serbie, Bulgarie et Monténégro), sous influence russe, et la Grèce, sous influence britannique, constituèrent la Ligue balkanique, ouvertement dirigée contre l'Autriche-Hongrie et l'Empire ottoman. La poudrière des Balkans commença alors à devenir réellement explosive à l'occasion des deux guerres balkaniques, Ainsi, après la victoire de la Ligue à la fin de la Première Guerre balkanique, les Ottomans perdirent la quasi-totalité de leurs territoires européens, à part Constantinople. Néanmoins, la Bulgarie se montrant trop gourmande, elle entraîna une rupture et une deuxième guerre balkanique, qui l'opposa à ses anciens alliés de la Ligue, rejoints par la Roumanie (toujours associée à la Triplice) et l'Empire ottoman. Sa défaite face à la coalition balkanique entraîna d'importantes pertes territoriales pour la Bulgarie ainsi que son discret éloignement par rapport à la Russie, prélude à un rapprochement diplomatique avec la Triplice.
L'Empire ottoman et la Bulgarie étant mis hors service, le nationalisme serbe put dès lors se retourner vers son dernier ennemi : l'Autriche-Hongrie. La situation s'envenima alors tellement qu'elle déboucha sur l'assassinat de l'archiduc François-Ferdinand (28 juin 1914) à Sarajevo, en Bosnie, par un nationaliste serbe de Bosnie nommé Gavrilo Princip, membre du groupe Jeune Bosnie (Mlada Bosna). Or cet évènement fut le déclencheur de l'intervention militaire austro-hongroise en Serbie (28 juillet 1914), qui entraînera, par le jeu des alliances, la Première Guerre mondiale.

## Conséquences durant la Première Guerre mondiale (1914-1916)

### Août 1914: Neutralité italienne dans le conflit
À la suite de l'éclatement du conflit, l'Italie préférera, dans un premier temps, rester neutre car, selon le gouvernement d'Antonio Salandra, la Triplice étant essentiellement un pacte défensif, rien n'oblige l'Italie à participer à une guerre offensive. Désormais, les membres de la Triplice étant entrés en guerre (Allemagne et Autriche-Hongrie) seront-ils appelés les empires centraux.

### Octobre 1914: Entrée en guerre de l'Empire ottoman aux côtés des empires centraux
Le rapprochement germano-ottoman n'était pas récent et était une conséquence de la Weltpolitik de Guillaume II. Le déclenchement de la guerre en août 1914 prend les dirigeants ottomans de court. En effet, l'Empire ne sera pas prêt à participer immédiatement au conflit : ses troupes sont dispersées dans des provinces lointaines et sa capitale, Constantinople, n'est alors pas à l'abri d'un coup de main allié.
Ainsi, officiellement neutre lors du déclenchement du conflit, l'Empire ottoman sera cependant lié au Reich par un traité secret ; pendant près de deux mois, le gouvernement ottoman louvoiera, mènera une politique favorable aux intérêts allemands et se préparera à entrer en guerre mais ne s'engagera pas formellement. La poursuite du Goeben et du Breslau (juillet - août 1914) précipitera alors l'entrée en guerre des Ottomans aux côtés des empires centraux (octobre 1914).

### Mai 1915: Retournement d'alliances de l'Italie en faveur des Alliés
Le 26 avril 1915, les Alliés et l'Italie conclueront le Pacte de Londres, entraînant le renversement d'alliances de cette dernière. Ainsi, Rome déclarera la guerre à l'Allemagne le 24 mai suivant (mettant de facto fin à la Triplice) en échange de promesses concernant ses ambitions irrédentistes (récupération de territoires peuplés d'Italiens : Tyrol, Istrie, Dalmatie, etc.) et d'une zone d'influence en Albanie et en Turquie.

### Octobre 1915: Entrée en guerre de la Bulgarie aux côtés des empires centraux
Ayant déjà pris ses distances par rapport à l'influence russe à la suite de sa défaite lors de la deuxième guerre balkanique, la Bulgarie restera d'abord neutre au début du conflit. Néanmoins, au cours de l'année 1915, le gouvernement bulgare sera sollicité par les deux blocs d'alliance, mais, devant les promesses lointaines et hypothétiques des Alliés, le gouvernement se rapprochera des empires centraux et signera un traité d'alliance avec ceux-ci. Ainsi, le roi Ferdinand, « très porté sur les agrandissements territoriaux », liera son pays au bloc d'alliance qui lui garantira des annexions rapides sur ses rivaux serbes. Ayant fait monter les enchères, le royaume entrera donc dans le conflit le 5 octobre 1915 aux côtés des empires centraux.
Ainsi naîtra la Quadruplice, un réseau d'alliances gravitant autour de l'Empire allemand qui lieront les empires centraux entre eux.

### Août 1916: Retournement d'alliances de la Roumanie en faveur des Alliés
De son côté, profitant de la confidentialité du traité l'associant à la Triplice, la Roumanie restera d'abord neutre dans le conflit tout en conservant des liens avec les empires centraux, avant de rejoindre le camp des Alliés en 1916 pour satisfaire ses ambitions irrédentistes (récupération des territoires peuplés de Roumains : Transylvannie austro-hongroise, Bucovine, etc.).